# Aeropuerto de Gerona
El Aeropuerto Internacional de Gerona, oficialmente Aeropuerto Internacional de Girona-Costa Brava (IATA: GRO, OACI: LEGE), es un aeropuerto español de Aena que está ubicado a 13 kilómetros de la ciudad de Gerona y situado mayormente en el municipio de Viloví de Oñar aunque también en los municipios de Aiguaviva y Riudellots de la Selva, dando servicio a toda la Costa Brava, y a 74 kilómetros de la ciudad de Barcelona.
En la actualidad es uno de los aeropuertos que más crecimiento ha experimentado en los últimos años, debido fundamentalmente al hecho de ser una de las principales bases de la compañía Ryanair en Europa.
En 2009 movió 5.510.970 pasajeros, gestionó 49.927 operaciones y 184 toneladas de carga. Lo que lo llevó a ser el 9.º aeropuerto español por número de pasajeros.

## Historia
En 1913 comienza la actividad aeronáutica en la provincia con la realización del primer vuelo, al cual seguirán muchos otros durante la década de 1920.
En 1931 se constituye el Aeronàutic Club Empordanès, que propiciará la inauguración del aeródromo de Figueras para la realización de sus actividades.
En 1932 se constituye el Aeronàutic Club Cerdanya, que utilizará para sus actividades un aeródromo que se construirá en 1934 en Puigcerdá.
Durante este periodo se fomenta el establecimiento de rutas aéreas de interés turístico por los Pirineos y la Costa Brava. Pero la supresión en 1939 del gobierno catalán paralizará el desarrollo de los aeródromos gerundenses, que durante la guerra civil llegan a ser hasta siete, tras lo que desaparecerían todos excepto el situado en Bañolas.
En 1957, la Diputación Provincial inicia las gestiones para establecer un aeropuerto en la provincia. Se optará por los terrenos situados en los términos municipales de Aiguaviva y Viloví de Oñar, diez kilómetros al sur de Gerona.

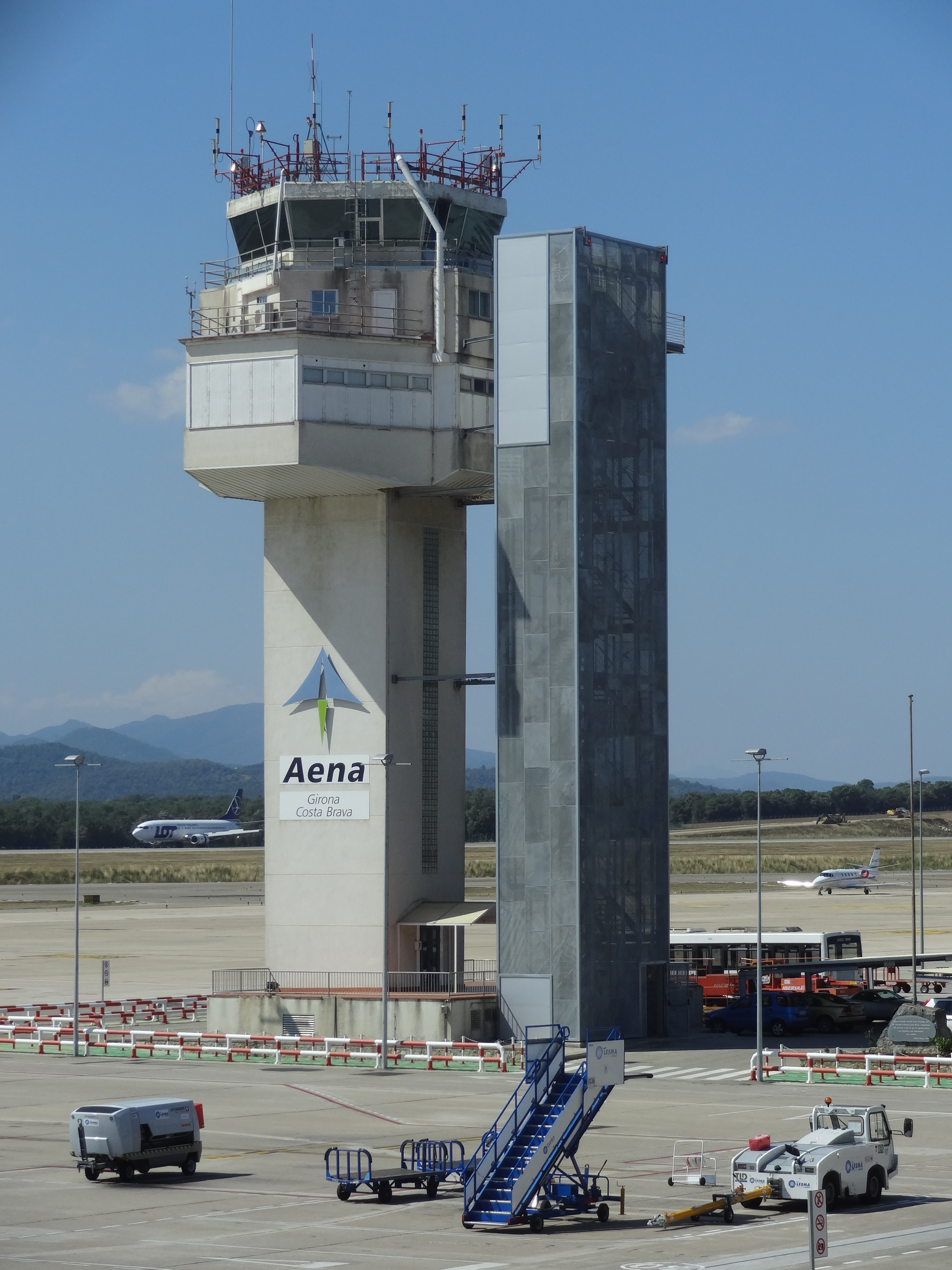
Torre de control del aeropuerto.

En 1965 el nuevo aeropuerto cuenta con una pista de 2200 por 45 metros y un estacionamiento para nueve aeronaves de tipo medio, denominándose Aeropuerto de Gerona - Costa Brava. Posteriormente se realizan las obras de la central eléctrica, torre de control, centro de emisores y edificio terminal de pasajeros, de 2600 metros cuadrados en una sola planta. Además, se completa con una calle de rodaje paralela a la pista y calles de salida rápida.
En febrero de 1966 se publican las servidumbres del aeropuerto y se aprueba la ampliación de la pista de vuelo en 200 metros, así como obras auxiliares y complementarias. El 3 de marzo de 1967 se abre al tráfico aéreo civil nacional e internacional de pasajeros y mercancías el aeropuerto de Gerona - Costa Brava. El aeropuerto pasa a ser considerado como de primera categoría administrativa.
En 1969 se amplía el estacionamiento de aeronaves y se prolonga la calle de rodaje hasta las cabeceras de la pista de vuelo. Ese mismo año, debido al crecimiento del tráfico, se acomete la construcción de un nuevo edificio terminal, la ampliación de la plataforma de estacionamiento y una calle de salida rápida, que se inaugurarían en 1972. En 1975, el aeropuerto se cierra al tráfico para proceder al recrecido de la pista de vuelo y su adaptación a las necesidades de los grandes reactores. También se realizan obras de ampliación del estacionamiento de aviones y se construye el edificio de salvamento y extinción de incendios.
En la década de 1970 el aeropuerto experimentó un auge en el tráfico de pasajeros, debido sobre todo a los vuelos chárter veraniegos. A partir de 1978 se reorientaron los vuelos regulares hacia Barcelona y los turísticos hacia otros destinos del Mediterráneo, con lo que, sobre todo, desde 1983, año en el que se alcanzaron los 830.000 pasajeros, decrecieron las cifras de tráfico. Desde 2003, debido a la llegada de compañías de bajo coste al aeropuerto gerundense, se experimentó un espectacular crecimiento, pasando de poco más de 500.000 pasajeros a los más de 5.5 millones de usuarios que pasaron por el aeropuerto en 2008. A partir de entonces, se inició un rápido declive y, en 2014, la cifra anual de pasajeros quedó en torno a los 2.5 millones.

## Infraestructuras

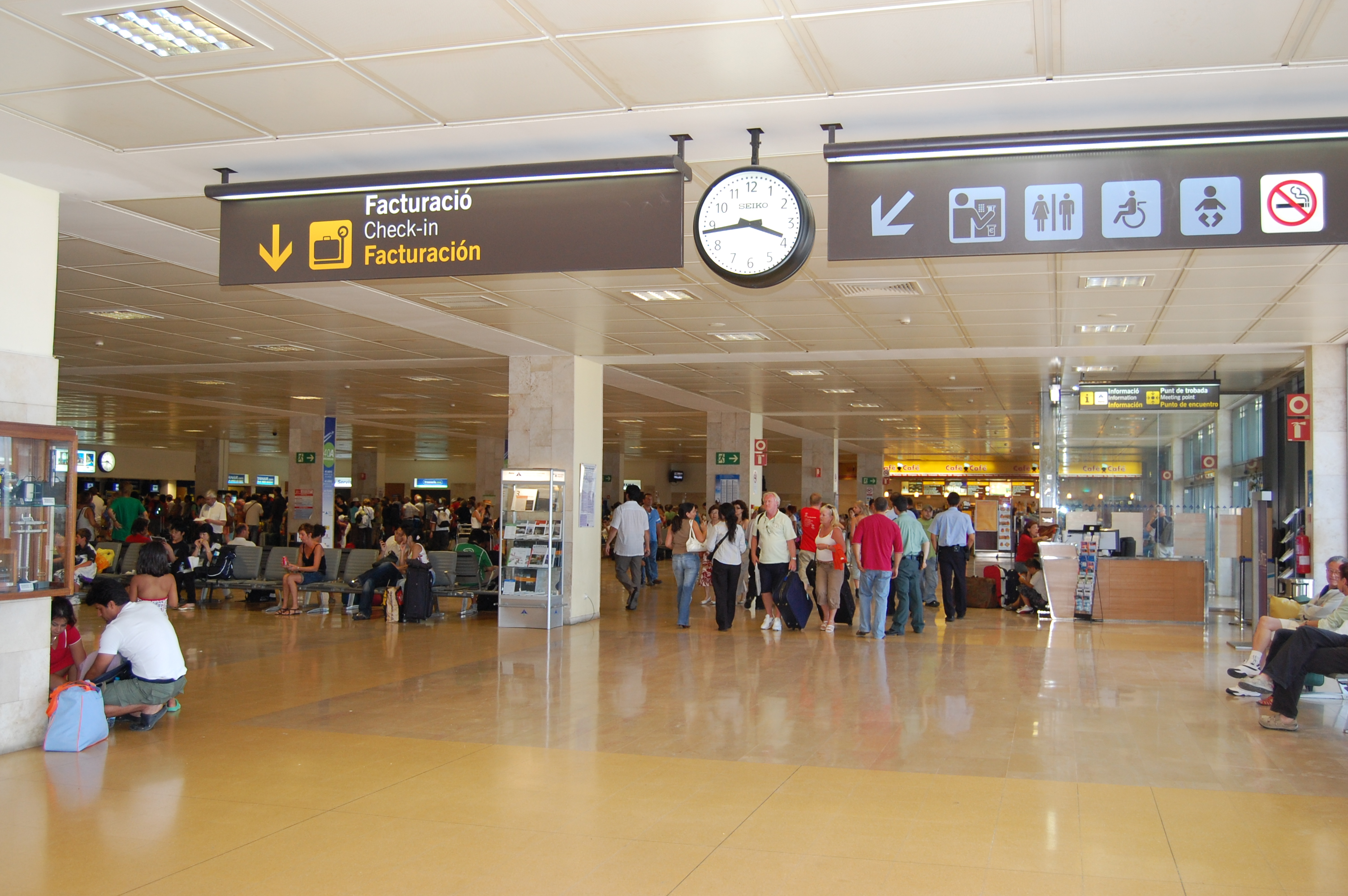
Interior terminal de Pasajeros

- 1 pista de aterrizaje de 2400 metros de longitud
- 50 plataformas para aeronaves
- 1 terminal de pasajeros
  - 33 mostradores de facturación
  - 15 puertas de embarque
  - 5/6 cintas de recogida de equipaje
  - Zona comercial
  - Mostradores empresas alquiler de coches
  - Mostradores para compañías aéreas y touroperadores
- 1 terminal de carga
- 1 Punto de Inspección Fronterizo (PIF)
- 3 módulos de aparcamiento (P1A, P1B y P2)
- 2 aparcamientos alternativos a los oficiales a 50 m de la terminal

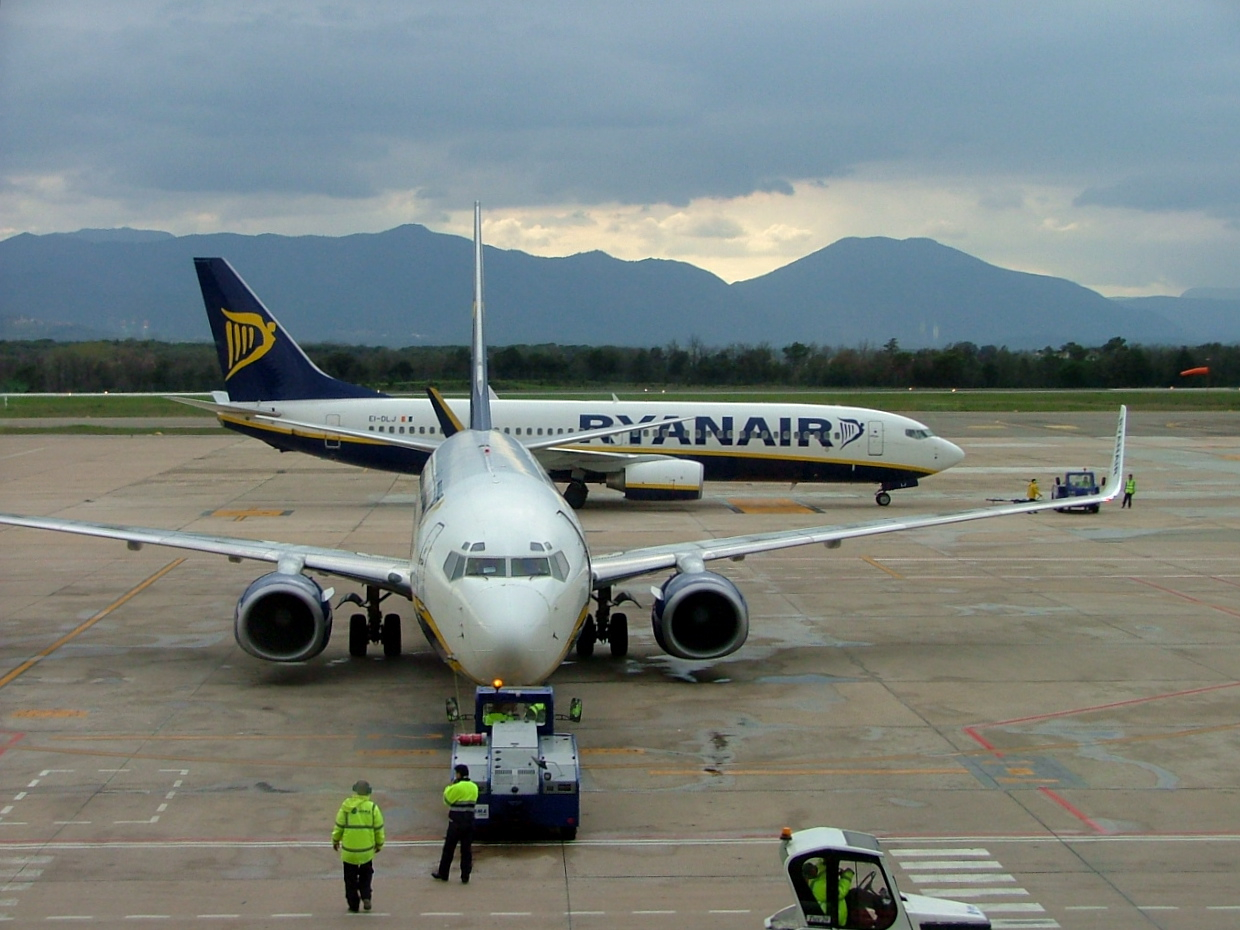
Aviones de Ryanair, una aerolínea a la cual se atribuye gran parte del crecimiento reciente del aeropuerto de Gerona.

  - 3600 plazas para turismos
  - 35 plazas para autobuses

## Aerolíneas y destinos

### Destinos internacionales
| Ciudades por países  | Nombre del aeropuerto                 | Aerolíneas                                                              |
| África               | África                                | África                                                                  |
| -------------------- | ------------------------------------- | ----------------------------------------------------------------------- |
| Marruecos            |                                       |                                                                         |
| Beni Melal           | Aeropuerto de Beni Mellal             | Ryanair                                                                 |
| Tánger               | Aeropuerto de Tánger-Ibn Battuta      | Air Arabia                                                              |
| Europa               |                                       |                                                                         |
| Alemania             |                                       |                                                                         |
| Hahn                 | Aeropuerto de Fráncfort-Hahn          | Ryanair (estacional)                                                    |
| Karlsruhe            | Aeropuerto de Karlsruhe/Baden Baden   | Ryanair                                                                 |
| Memmingen            | Aeropuerto de Memmingen               | Ryanair (estacional)                                                    |
| Núremberg            | Aeropuerto de Núremberg               | Ryanair (estacional)                                                    |
| Weeze                | Aeropuerto de Weeze                   | Ryanair                                                                 |
| Bélgica              |                                       |                                                                         |
| Bruselas             | Aeropuerto de Bruselas                | Ryanair (estacional) / TUI fly Belgium (Estacional)                     |
| Charleroi            | Aeropuerto de Charleroi Bruselas-Sur  | Ryanair                                                                 |
| Bosnia y Herzegovina |                                       |                                                                         |
| Sarajevo             | Aeropuerto Internacional de Sarajevo  | Ryanair                                                                 |
| Croacia              |                                       |                                                                         |
| Zagreb               | Aeropuerto de Zagreb-Franjo Tuđman    | Ryanair (estacional)                                                    |
| Finlandia            |                                       |                                                                         |
| Helsinki             | Aeropuerto de Helsinki-Vantaa         | Ryanair (estacional)                                                    |
| Francia              |                                       |                                                                         |
| Beauvais             | Aeropuerto de Beauvais-Tillé          | Ryanair (estacional)                                                    |
| Hungría              |                                       |                                                                         |
| Budapest             | Aeropuerto de Budapest-Ferenc Liszt   | Wizz Air (estacional)                                                   |
| Irlanda              |                                       |                                                                         |
| Cork                 | Aeropuerto de Cork                    | Ryanair (estacional)                                                    |
| Dublín               | Aeropuerto de Dublín                  | Ryanair (estacional)                                                    |
| Knock                | Aeropuerto de Knock                   | Ryanair (estacional)                                                    |
| Shannon              | Aeropuerto de Shannon                 | Ryanair (estacional)                                                    |
| Italia               |                                       |                                                                         |
| Bari                 | Aeropuerto de Bari-Palese             | Ryanair (estacional)                                                    |
| Pescara              | Aeropuerto de Pescara-Abruzzo         | Ryanair (estacional)                                                    |
| Pisa                 | Aeropuerto de Pisa                    | Ryanair                                                                 |
| Letonia              |                                       |                                                                         |
| Riga                 | Aeropuerto Internacional de Riga      | Ryanair (estacional)                                                    |
| Luxemburgo           |                                       |                                                                         |
| Luxemburgo           | Aeropuerto de Luxemburgo Findel       | Luxair (estacional) (reinicia el 2 de junio de 2026)                    |
| Países Bajos         |                                       |                                                                         |
| Ámsterdam            | Aeropuerto de Ámsterdam-Schiphol      | Transavia (estacional)                                                  |
| Eindhoven            | Aeropuerto de Eindhoven               | Ryanair                                                                 |
| Maastricht           | Aeropuerto de Maastricht Aquisgrán    | Ryanair (estacional)                                                    |
| Róterdam             | Aeropuerto de Róterdam-La Haya        | Transavia (estacional)                                                  |
| Polonia              |                                       |                                                                         |
| Breslavia            | Aeropuerto de Breslavia-Copérnico     | Ryanair (estacional)                                                    |
| Cracovia             | Aeropuerto de Cracovia-Juan Pablo II  | Ryanair (estacional)                                                    |
| Gdansk               | Aeropuerto de Gdańsk-Lech Wałęsa      | Enter Air (chárter estacional)                                          |
| Katowice             | Aeropuerto Internacional de Katowice  | Enter Air (chárter estacional)                                          |
| Lublin               | Aeropuerto de Lublin                  | Ryanair (estacional)                                                    |
| Poznan               | Aeropuerto de Poznan-Ławica (Polonia) | Enter Air (chárter estacional) / Ryanair (estacional)                   |
| Varsovia             | Aeropuerto de Varsovia-Chopin         | Enter Air (chárter estacional) / Smartwings (chárter estacional)        |
| Reino Unido          |                                       |                                                                         |
| Belfast              | Aeropuerto Internacional de Belfast   | Ryanair (estacional)                                                    |
| Birmingham           | Aeropuerto de Birmingham              | Jet2.com (estacional) / Ryanair (estacional) / TUI Airways (estacional) |
| Bournemouth          | Aeropuerto de Bournemouth             | Ryanair (estacional)                                                    |
| Brístol              | Aeropuerto Internacional de Brístol   | Jet2.com (estacional) / Ryanair (estacional)                            |
| Edimburgo            | Aeropuerto de Edimburgo               | Jet2.com (estacional) (inicia el 3 de mayo de 2026)                     |
| Glasgow              | Aeropuerto Internacional de Glasgow   | Jet2.com (estacional)                                                   |
| Leeds                | Aeropuerto de Leeds-Bradford          | Jet2.com (estacional) / Ryanair (estacional)                            |
| Londres              | Aeropuerto de Londres-Gatwick         | TUI Airways (estacional)                                                |
| Londres              | Aeropuerto de Londres-Luton           | Jet2.com (estacional)                                                   |
| Londres              | Aeropuerto de Londres-Stansted        | Jet2.com (estacional) / Ryanair                                         |
| Mánchester           | Aeropuerto de Mánchester              | Jet2.com (estacional) / Ryanair / TUI Airways (estacional)              |
| Newcastle            | Aeropuerto Internacional de Newcastle | Jet2.com (estacional)                                                   |
| Nottingham           | Aeropuerto de East Midlands           | Jet2.com (estacional) / Ryanair (estacional)                            |
| República Checa      |                                       |                                                                         |
| Ostrava              | Aeropuerto de Ostrava-Leoš Janáček    | Ryanair                                                                 |
| Pardubice            | Aeropuerto de Pardubice               | Ryanair (estacional)                                                    |
| Praga                | Aeropuerto de Praga                   | Smartwings (estacional)                                                 |
| Rumania              |                                       |                                                                         |
| Bucarest             | Aeropuerto de Bucarest-Băneasa        | Ryanair (inicia el 31 de octubre de 2025)                               |

## Cómo llegar al aeropuerto
Siendo una alternativa al Aeropuerto de Barcelona, el Aeropuerto de Gerona sirve a las localidades de la turística Costa Brava, como son Lloret de Mar, Estartit o Playa de Aro, entre otros. Además de a la propia área urbana de la ciudad de Gerona. A tan solo 40 minutos en coche de la frontera francesa, muchos lo utilizan para llegar a los Pirineos y las estaciones de esquí de Andorra.

### Automóvil
El aeropuerto está servido mediante tres vías principales:
- E-15 / AP-7  Autopista del Mediterráneo
- C-25  (Lérida-Manresa-Vic-Gerona)
- N-2  Carretera de Madrid a Francia por Barcelona

### Autocar
Hay seis líneas operando desde/hacia el aeropuerto:
- Aeropuerto - Barcelona (1 hora y 10 min., hora de salida dependiendo de los vuelos. Los domingos el último bus sale de Barcelona a las 19:15h).
- Aeropuerto - Costa Brava Sur / Maresme (Paradas en Tosa de Mar, Lloret de Mar, Blanes, Malgrat de Mar, Santa Susana, Pineda de Mar y Calella).
- Aeropuerto - Costa Brava Norte (Paradas en Figueras, Rosas, Calella de Palafrugell y Tosa de Mar)
- Aeropuerto - Gerona (25 minutos, 1 cada hora).
- Aeropuerto - Perpiñán. Operado por Frogbus. 6 viajes diarios. Parada en Le Boulou.
- Aeropuerto - Vich - Andorra. Operado por Frogbus. 2 viajes los viernes y domingos.

### Ferrocarril
La estación más cercana de ferrocarril se encuentra en Gerona. Asimismo, la parada de tren más cercana es la de Riudellots de la Selva, a 4 km del Aeropuerto de Gerona.
Existe el proyecto para la construcción de un apeadero en la línea del AVE Madrid-Zaragoza-Barcelona-Frontera francesa, a pocos metros de la terminal del aeropuerto gerundense.

## Accidentes
El Vuelo 226A de Britannia Airways del 14 de septiembre de 1999 entre Cardiff (Reino Unido) y Gerona (España) un Boeing 757-204, sufrió un accidente durante el aterrizaje.

## Códigos internacionales
- Código IATA: GRO
- Código OACI: LEGE